# (7368) Haldancohn
(7368) Haldancohn es un asteroide perteneciente al cinturón de asteroides descubierto el 20 de enero de 1966 por el equipo de la Universidad de Indiana desde el Observatorio Goethe Link, Brooklyn (Estados Unidos).

## Designación y nombre
Designado provisionalmente como 1966 BB. Fue nombrado por Haldan Cohn (n. 1953), quien es profesor de la Universidad de Indiana, ha llevado a cabo investigaciones fundamentales sobre la dinámica de los sistemas estelares. Es particularmente conocido por su trabajo sobre las últimas etapas del colapso del núcleo en cúmulos estelares y sobre el efecto de las inestabilidades gravotérmicas en la evolución dinámica de los cúmulos estelares.

## Características orbitales
Haldancohn está situado a una distancia media del Sol de 2,245 ua, pudiendo alejarse hasta 2,549 ua y acercarse hasta 1,941 ua. Su excentricidad es 0,135 y la inclinación orbital 6,696 grados. Emplea 1228,95 días en completar una órbita alrededor del Sol.

## Características físicas
La magnitud absoluta de Haldancohn es 13,86. Tiene un diámetro de 4,518 km y su albedo se estima en 0,357.